# Efe Bayram
Efe Bayram (ur. 1 marca 2002 w Ankarze) – turecki siatkarz, grający na pozycji przyjmującego.

## Sukcesy klubowe
Superpuchar Turcji:
- 2018[2][3]

Puchar Challenge:
- 2022[4]

Liga turecka:
- 2022[5]

Klubowe Mistrzostwa Azji:
- 2023[6]

## Sukcesy reprezentacyjne
Liga Europejska:
- 2023[7]
- 2022[8]